# Mendu
Mendu es un pueblo y nagar Panchayat situado en el distrito de Mahamaya Nagar en el estado de Uttar Pradesh (India). Su población es de 14484 habitantes (2011). 

## Demografía
Según el censo de 2011 la población de Mendu era de 14484 habitantes, de los cuales 7847 eran hombres y 6637 eran mujeres. Mendu tiene una tasa media de alfabetización del 63,12%, inferior a la media estatal del 67,68%: la alfabetización masculina es del 72,82%, y la alfabetización femenina del 51,54%.